# مساواة (حركة)
مساواة هيّ حركة اجتماعية برزت على يدِ عددٍ من النسويات العربيات وأخريات من دول غربيّة وتقومُ على عدّة أسسٍ لعلّ أبرزها تحقيق المساواة والعدالة في الأسرة المسلمة.

## التاريخ
اجتمعت 12 نسويّة في مدينة إسطنبول في آذار/مارس 2007 من أجلِ التخطيط والإعلان عن ميلاد الحركة الاجتماعيّة الجديدة وقد شاركت فيها نساء من مُختلف بلدان العالم بما في ذلك مصر، غامبيا، إندونيسيا، إيران، ماليزيا، المغرب، نيجيريا، باكستان، قطر، تركيا والمملكة المتحدة.
أُعلنَ عن تأسيسِ حركة مساواة رسميًا في مدينة كوالالمبور في شباط/فبراير 2009 في اجتماع ضمّ 250 ناشطة حقوقيّة وقانونية من 47 بلدًا بما في ذلكَ الصحفيّة والنسوية الأمريكية-المصرية منى الطحاوي والتي علّقت على موضوع التأسيسِ قائلة: «كانَ النقاش ساخنًا جدًا حيثُ لم نتطرق فيهِ لقضايا الحجاب أو التعليم بل ناقشنا قضايا مهمة أخرى مثلَ حق المرأة في طلبِ الطلاق، كيفية حماية المرأة من رجال الدين الذين يقولون أن الإسلام يعطي للزوج الحق في ضرب زوجته، محاربة الزواج القسري كما ركّزنا على طرق لتوعية بعض رجال الدين الذينَ يستصغرن المرأة ويُحقرونها.»

## مجال العمل
زكّزت حركةُ مساواة في عملها على أربعِ مجالات رئيسيّة وهي:
- التعاليم الإسلامية
- حقوق الإنسان العالمية
- الضمانات الدستورية للمساواة
- الواقع المعاش للمرأة والرجل على حدٍ سواء

ترجمت الحركة اهتماماتها هذه من خِلال الدعوة إلى إصلاح قوانين الطلاق في الدول الإسلامية وقد عمدت لتحقيق هذا الهدف نشر بحوث كثيرة في مجال قوانين الأسرة المسلمة واتفاقية القضاء على جميع أشكال التمييز ضد المرأة كما نشرت مجموعة من الكتبِ حولَ الفقه الإسلامي وما إلى ذلك.

## الدور والتحديات
اقترحت الناشطة الماليزيّة زينة أنور وهي أحد مؤسسات الحركة توسيع دور مساواة لتشملَ حقوق المرأة وحقوق الإنسان بشكلٍ عام كما أكّدت على أنّ هدفَ الحركة هوَ مساهمة حيوية للمرأة في شتى المجالات فضلًا عن تمكينها والعمل على تحقيق الديموقراطية على كل الأصعدة. في المُقابل؛ واجهت وتواجهُ الحركة عددًا من التحديات بما في ذلك التشكيك فيها واتهامها بمحاولة علمنة الدول العربيّة والإسلاميّة من خِلال مفهوم حقوق الإنسان.